# Rejon korelicki
Rejon korelicki (biał. Карэ́ліцкі раён, Karelicki rajon, ros. Коре́личский райо́н, Koreliczskij rajon) – rejon w zachodniej Białorusi, w obwodzie grodzieńskim.

## Geografia
Rejon korelicki ma powierzchnię 1093,66 km². Lasy zajmują powierzchnię 224,99 km², bagna 21,38 km², obiekty wodne 13,05 km². Graniczy od północnego zachodu z rejonem nowogródzkim, od wschodu z rejonem stołpeckim obwodu mińskiego, od południowego wschodu z rejonem nieświeskim obwodu mińskiego, od południa z rejonem baranowickim obwodu brzeskiego. Rejon przylega do trójstyku obwodów brzeskiego, grodzieńskiego i mińskiego.

## Podział administracyjny
W skład rejonu wchodzą osiedla typu miejskiego Korelicze i Mir oraz 9 następujących sielsowietów:
- Cyryn
- Jeremicze
- Krasna
- Łuki
- Maluszyce
- Mir
- Rajca
- Turzec
- Żuchowicze.

## Gospodarka
Największymi ośrodkami przemysłowymi rejonu są osiedla typu miejskiego Korelicze i Mir. W Koreliczach ok. 2/3 stanowi przemysł lekki, pozostały – spożywczy. W Mirze występuje głównie przemysł spożywczy. Ponadto w miejscowościach Krasne, Jeremicze i Worończa występuje drobny przemysł spożywczy, w Wieletowie – mączno-zbożowo-paszowy, w Berezowcu – lekki, a w Cyrynie – chemiczno-naftowy. Na terenie rejonu istnieją też dwa ośrodki rzemiosła artystycznego – tkactwa i garncarstwa.
Przez rejon na krótkim odcinku przebiega droga magistralna M1.
W centralnej części rejonu szczególnie intensywnie uprawiany jest len.

## Ludność
- Według spisu powszechnego w 2009 roku rejon zamieszkiwało 24 130 osób, w tym 9 164 w miastach i 14 966 na wsi[4].
- 1 stycznia 2010 roku rejon zamieszkiwało ok. 24 000 osób, w tym ok. 9 200 w miastach i ok. 14 800 na wsi[5].
- Pod koniec 2010 roku rejon zamieszkiwało ok. 23 290 osób, w tym ok. 9149 w miastach i ok. 14 141 na wsi[6].

## Skład etniczny
- Białorusini - 93,7%
- Rosjanie - 3%
- Polacy - 2%
- inni - 1,3%